# Клюки (гмина)
Клюки (пол. Kluki) — сельская гмина (волость) в Польше, входит как административная единица в Белхатувский повет, Лодзинское воеводство. Население — 3822 человека (на 2004 год).

## Сельские округа
1. Циша
2. Имельня
3. Кашевице
4. Клюки
5. Кузница-Кашевска
6. Новы-Янув
7. Осина
8. Пажно
9. Розьдзин
10. Стшижевице
11. Сцихава
12. Тшонс
13. Вежхы-Клюцке
14. Зажече
15. Жар
16. Желихув

## Прочие поселения
1. Божыдар
2. Хмелёвец
3. Гробля
4. Хута-Стшижевска
5. Кашевице-Колёня
6. Ляски
7. Лесиско
8. Нивиско
9. Ойщывильк
10. Подсцихава
11. Подвежховец
12. Подвудка
13. Пулько
14. Садуляки
15. Слупя
16. Теофилюв
17. Вежховец
18. Вежхы-Паженьске

## Соседние гмины
1. Гмина Белхатув
2. Гмина Клещув
3. Гмина Щерцув
4. Гмина Зелюв